# El viaje del acordeón
El viaje del acordeón es una película documental producida entre Colombia y Alemania y estrenada en 2013 bajo la dirección de Andrew Tucker y Rey Sagbini. El documental relata la historia del conjunto vallenato de Manuel Vega y su intento por ganar el prestigioso Festival de la Leyenda Vallenata en la ciudad de Valledupar. Los azares del destino llevan a Manuel a viajar a Alemania para tocar con la orquesta de acordeones de la marca Hohner, viaje que lo nutre de nuevas experiencias para participar nuevamente en el festival vallenato. El documental obtuvo un premio del público en el Festival Internacional de Cine de Cartagena en 2013 y fue exhibido en importantes eventos en países como Grecia, Ecuador, Cuba, Australia y México.

## Reparto
- Manuel Vega como el acordeonero.
- Jairo Suárez como el cajero.
- Dionisio Bertel como el guacharaquero.